# Bestgore.com
Bestgore war eine privat betriebene Webseite, auf der Bild- und Videoaufnahmen von verletzten, sterbenden und toten Menschen und Tieren mit dem selbsterklärten Ziel veröffentlicht wurden, die Wahrheit zu zeigen.
Die von dem slowakischstämmigen Kanadier Mark Marek betriebene Webseite verstand sich als eine Enthüllungsplattform, die sich bei der Veröffentlichung der Inhalte vorrangig auf das Informationsrecht und die Rezipientenfreiheit sowie auf die Meinungs- und Pressefreiheit berief. Bestgore nahm außerdem Anstoß an der Selbstzensur, warnte die Besucher andererseits auf der Hauptseite vor den Inhalten, verwies aber gleichzeitig auf das Real Life, aus dem jene Aufnahmen stammten. Die Besucher der Seite mussten vor dem Betreten der Unterseiten, in denen das Material veröffentlicht war, bejahen, dass sie volljährig sind. Eine Prüfung des tatsächlichen Alters fand jedoch nicht statt.
Die auf der Webseite gezeigten Inhalte wurden hauptsächlich bei und/oder nach Unfällen, Kämpfen, Suiziden, Folter und Tötungen aufgenommen. Bestgore.com, hinter der neben dem Betreiber eine unbekannte Anzahl untereinander anonymer Mitarbeiter standen, da sie sich über das Tor-Netzwerk zur Bearbeitung der Website einwählten, wurden die Aufnahmen unter anderem durch angemeldete Bestgore-Benutzer zugespielt.

## Weitere Informationen über die Webseite und ihren Betreiber

### Video von Luka Magnotta – Ermittlung und Verurteilung wegen Obszönität
Im Juni 2012 wurde berichtet, dass der Polizeidienst von  Montréal Ermittlungen gegen Mark Marek aufgenommen hat, nachdem seine Webseite ein von Luka Magnotta erstelltes Video veröffentlicht hatte. Er entfernte das Video noch im selben Monat; eigener Aussage zufolge, ohne eine Aufforderung dazu erhalten zu haben.
Im Juli 2013 wurde Marek von der kanadischen Justiz wegen Obszönität auf Grundlage des Abschnitts 163 des kanadischen Strafgesetzbuchs angeklagt. Marek wurde gegen Kaution freigelassen, aber am 26. Juli wegen angeblichen Verstoßes gegen die Kautionsbedingungen wieder verhaftet. Im Januar 2016 bekannte er sich schuldig und wurde zu einem dreimonatigen Hausarrest sowie zu dreimonatiger gemeinnütziger Freier Arbeit verurteilt.

### Huldigung Adolf Hitlers, antisemitische Verschwörungstheorien
Im April 2013 erstellte der Betreiber von Bestgore eine Unterseite, in der er Adolf Hitler huldigte und den Holocaust mit der Argumentation antisemitischer Verschwörungstheorien (Weltjudentum) leugnete. Zu den auf der Webseite hochgeladenen Beiträgen existierte eine Kommentarfunktion für angemeldete Benutzer. Auch dort äußerte man sich wiederholt rassistisch und antisemitisch.

### Verteidigung des Betreibens der Webseite
In einem Interview mit The Verge im November 2013 verteidigte der Betreiber Mark Marek die Veröffentlichung der Inhalte. Er verwies auf ein Enthauptungsvideo, das ihm zufolge von syrischen Rebellen während des Bürgerkriegs in Syrien als Propaganda verwendet wurde, um zu behaupten, dass Gefolgsleute von Präsident Bashar al-Assad hinter der Videoaufnahme stünden; Bestgore hätte anstatt der Massenmedien jedoch den tatsächlichen (mexikanischen) Hintergrund des Videos gekannt. Er nannte weitere Videos, deren tatsächlicher Ursprung verschleiert worden sei, um es als nachbearbeitetes Propagandamaterial zu benutzen; Bestgore aber im Gegensatz zur Presse den Täuschungsversuch erkannt hätte. Er verwies außerdem auf Leserkommentare, die behaupteten, das Ansehen der Inhalte habe zu einer Verhaltensänderung beigetragen. So habe es zum einen Kommentare gegeben, die behaupteten, ihr Besuch auf Bestgore habe dazu geführt, dass sie Geschwindigkeitsüberschreitungen und riskante Motorradfahrmanöver zu vermeiden versuchen; zum anderen hätten Besucher kommentiert, sich von einem in Erwägung gezogenen Selbstmord nach dem Besuch der Seite distanziert zu haben. Marek führte an, dass das Abschreckungspotenzial von verstörenden Bildern auch von Regierungen erkannt wurde, da sie solche Bilder als Warnhinweise auf Zigarettenschachteln vorschreiben.

### Provider, Abrufe
Der Internet Service Provider der Website war CloudFlare. Laut Cloudflare wurde Bestgore.com im April 2020 von insgesamt 2.894.535 IP-Adressen aufgesucht, die in jenem Monat insgesamt 1,2 Milliarden Seitenabfragen auf Bestgore.com tätigten. Davon stammten 501 Millionen Seitenaufrufe aus den USA, 85 Millionen Seitenaufrufe aus dem Vereinigten Königreich, 51 Millionen Seitenabrufe aus Deutschland, 48 Millionen Seitenaufrufe aus Frankreich und 44 Millionen Abrufe aus Kanada.